# Kostel svatého Václava (České Budějovice, zaniklý)
Kostel svatého Václava v původním špitálním areálu s hřbitovem se rozkládal na severním konci současné Krajinské ulice v historickém centru Českých Budějovic, zhruba na ploše zastavěné nynějšími domy č. 42–44 a jim náležícím pozemkům.

## Středověk
Kostel se nacházel ve špitálním areálu založeném před rokem 1327. Podle dostupných informací vznikl areál patrně mimo město, na jehož území se dostal až při pozdějším rozšíření hradeb zřejmě mezi lety 1327–1335. Stavba areálu byla iniciována a financována odkazem měšťana sladovníka Zachariáše. Dar i osvobození od daní potvrdil král Jan Lucemburský. Odkázané finance ale nestačily na dostavbu kaple, což bylo řešeno přímluvou kněžích Petra a Filipa u Jana Lucemburského, který špitálu v roce 1331 věnoval několik nemovitostí, jejichž prodejem bylo financováno dokončení stavby kostela zasvěceného svatému Václavovi. Téhož roku byl rektorem (správcem areálu) jmenován Filip. V roce 1351 předal Karel IV. areál do správy řádu křižovníků s červenou hvězdou v Praze. Roku 1359 se po rezignaci křižovnického mistra Lva vrátila správa na město. O podobě špitálu ani hřbitova během středověku není mnoho známo, dochovaly se pouze útržkovité informace o kostele. Podle dobových vyobrazení šlo o jednolodní stavbu s vysokou stanovou střechou, nižším presbytářem a štíhlou zvoničkou nad východním štítem lodi.

## Raný novověk
Při velkém požáru Českých Budějovic 24. července 1641 byl zachvácen i špitál s byty, komorami, sýpkami, stájemi a kostelem. Shořela kostelní věž se zvony, střecha, hořící trámy probořily klenbu nad presbytářem a zapálily oltář.
Dokud měl špitál vlastního kaplana, probíhaly v kostele svatého Václava pravidelné bohoslužby. Později byla tato úloha přenesena na městské řeholníky, v 17. století konkrétně na kapucíny. V té době (1670) byl kostel vybaven novým hlavním oltářem s dvoudílným obrazem s Pannou Marií Staroboleslavskou a scénou zavraždění svatého Václava od Karla Škréty (1610–1674) a dále sochami svatého Víta, Ludmily, Vojtěcha a Prokopa. Krom hlavního oltáře byl kostel vybaven dvojicí oltářů postranních. V roce 1716 došlo k rozšíření špitálu, o provoz se staralo 15 mužů a 15 žen trvale žijících v areálu. Nosili zvláštní úbor a řídili se předpisy špitálu.

## Zánik
V letech 1763–1779 došlo k přestavbě a rozšíření původního morového špitálu s kostelem Nejsvětější Trojice, což mělo patrně vliv na vývoj situace areálu u svatého Václava. Kostel byl ještě v 17. nebo 18. století doplněn o nový barokní štít nad západním průčelím, ale v 18. století jej již využívali piaristé (ti si v letech 1763–1769 stavěli vlastní kolej, kterou ale využívali pouze do roku 1785, kdy jim byla zabavena pro účel biskupské rezidence – tehdy došlo k jejich přesunu do bývalého Dominikánského konventu, kde měli k dispozici kostel Obětování Panny Marie). V roce 1796 došlo k definitivnímu zrušení kostela i špitálu. Vybavení kostela, včetně obrazů od Karla Škréty, bylo prodáno ve dražbě. Budovy využívalo vojsko jako dělostřelecké kasárny, prostory kostela fungovaly jako barvířská dílna až do zboření mezi lety 1830–1840. Nově vystavěné budovy sloužily jako obytný dům a Městská spořitelna.